# IAR-80
Pour les articles homonymes, voir IAR.
L' IAR 80 était un avion de chasse monoplan  roumain utilisé de 1939 à 1949.
Tout métal à ailes basses, construit par Industria Aeronautică Română, il effectue son premier vol en 1939, il est en concurrence avec ses contemporains Hawker Hurricane et  Spitfire Mk. I britanniques, ou Messerschmitt Bf 109 E. Toutefois, des problèmes de production et le manque d'armement disponible ont retardé jusqu'en 1941 son entrée en service. Bien qu'il ait été envisagé de le remplacer assez rapidement, il a combattu durant la Seconde Guerre mondiale en première ligne contre l'aviation soviétique jusqu'en août 1944, puis contre la Luftwaffe de septembre 1944 à mars 1945.

## Développement
Afin d'assurer que la Force Aérienne Royale Roumaine (FARR) puisse continuer à être approvisionnée en avions en temps de guerre, le gouvernement a subventionné la création de trois grands constructeurs d'avions dans les années 1920 et 1930. La première fut Societatea pentru Exploatări Tehnice (SET) qui fut créée à Bucarest en 1923. Puis vint Industria Aeronautică Română (IAR) qui s'installa à Brașov en 1925. Enfin, il y eut Întreprinderea de Construcții Aeronautice Românești (ICAR), qui a été fondée à Bucarest en 1932.
En 1930, le gouvernement roumain a publié des spécifications pour un nouveau chasseur. Bien que le gouvernement n'ait pas anticipé les offres de sa propre industrie aéronautique, IAR a produit plusieurs prototypes en réponse à l'appel d'offres.
Le contrat a finalement été remporté par le polonais PZL P.11. La FARR a acheté 50 exemplaires d'une version modifiée appelée P.11b, qui ont toutes été livrées en 1934. Un deuxième concours a également eu lieu entre les nouveaux modèles IAR 14 et PZL P.24, et une fois de plus, le modèle PZL a remporté un contrat pour 50 autres avions.
Bien que les propres conceptions d'IAR ne soient pas entrées en production, ils ont néanmoins remporté les contrats de construction de PZL et de moteurs Gnome et Rhône 14K Mistral Major sous licence. Grâce à ces contrats de licence et à d'autres, la société disposait de suffisamment d'argent pour financer un studio de design, même si ses conceptions n'entraient jamais en production.
Malgré sa défaite face à PZL, une équipe de conception IAR dirigée par Ion Grosu a continué à travailler sur la conception des chasseurs. Il était convaincu que la conception à aile basse du IAR 24 représentait une meilleure conception que la conception à aile de mouette PZL, souvent appelée «l'aile polonaise». Une fois de plus, l'équipe a étudié le nouveau chasseur PZL en cherchant à incorporer ses meilleures caractéristiques dans un nouvel avion, et le résultat a été l'IAR 80.

## Conception
- Description : Chasseur monoplan à ailes basses avec disposition conventionnelle des gouvernes.
- Fuselage : Le fuselage avait une section transversale circulaire, adoptant ensuite derrière le cockpit une forme d'œuf où il incorporait une arrête arrière. La disposition du fuselage et le capot moteur étaient basés sur le PZL P.24 polonais.
- Ailes : Les ailes étaient effilées avec des extrémités arrondies, le bord de fuite étant très légèrement incliné vers l'avant. De petits volets partaient du fuselage jusqu'à un point situé à environ 1/3 de l'envergure, où les ailerons commençaient et s'étendaient jusqu'aux extrémités arrondies des ailes.
- Autres détails : Une verrière coulissante bulle a été installée, s'ouvrant vers l'arrière, offrant une excellente visibilité sauf vers le nez de l'avion en raison de sa position très en arrière. Un train d'atterrissage rétractable conventionnel a été utilisé, avec une voie principale écartée et se rétractant vers l'intérieur. Un patin atterrissage non rétractable était présent à l’arrière du fuselage.

La queue semi-monocoque a été copiée directement du PZL P.24. Le fuselage, du moteur au cockpit, était neuf, constitué d'un cadre en tube d'acier soudé recouvert d'une feuille de duralumin. Les ailes étaient montées bas et étaient de la même conception que celles utilisées sur le premier IAR 24, qui avait concurrencé le PZL P.24.
L'équipement du poste de pilotage, les instruments et le viseur, étaient importés de fournisseurs étrangers.

## Caractéristiques
Il fut favorablement accueilli par les pilotes qui se plaignirent néanmoins de son manque de puissance de propulsion et de puissance de feu, deux problèmes qui ne seront jamais vraiment résolus en raison des carences de l'industrie aéronautique et de l'armement en Roumanie. Malgré leurs qualités initiales, les IAR-80 pâtirent de leur moteur inadéquat, un IAR K14 (en) dérivé du Gnome et Rhône 14K Mistral Major. Les Roumains ne purent jamais mettre au point un modèle plus puissant, ce qui obligea les pilotes à devenir des as de la voltige s'ils ne voulaient pas être abattus.
Le modèle IAR-80A reçut un armement complet de 6 mitrailleuses livrées par les Allemands. Il reçut également un moteur plus puissant et plus lourd que celui du IAR-80 d'origine et il fallut renforcer son fuselage pour compenser ces augmentations de poids à l'avant. L'apparition des Consolidated B-24 Liberator américains au-dessus de la Roumanie à partir de l'opération Tidal Wave dans le cadre des bombardements stratégiques alliés contre les ressources pétrolières de l'Axe en 1943 obligea à installer un armement encore plus puissant, comprenant des canons de 20 mm. Tous les IAR-80 C furent également construits à partir de cellules de IAR-81B. Ils en gardèrent la capacité de transporter des bombes sous les ailes. Ce fut la première version à recevoir des réservoirs auto-obturants. À partir de la mi-1944, les IAR-80B et IAR-80C furent portés au standard d'armement des IAR-81C, avec deux canons Mauser de 20 mm et quatre mitrailleuses, et combattirent à partir de septembre 1944 contre la Luftwaffe au-dessus de la Transylvanie, de la Hongrie et de la Tchécoslovaquie.

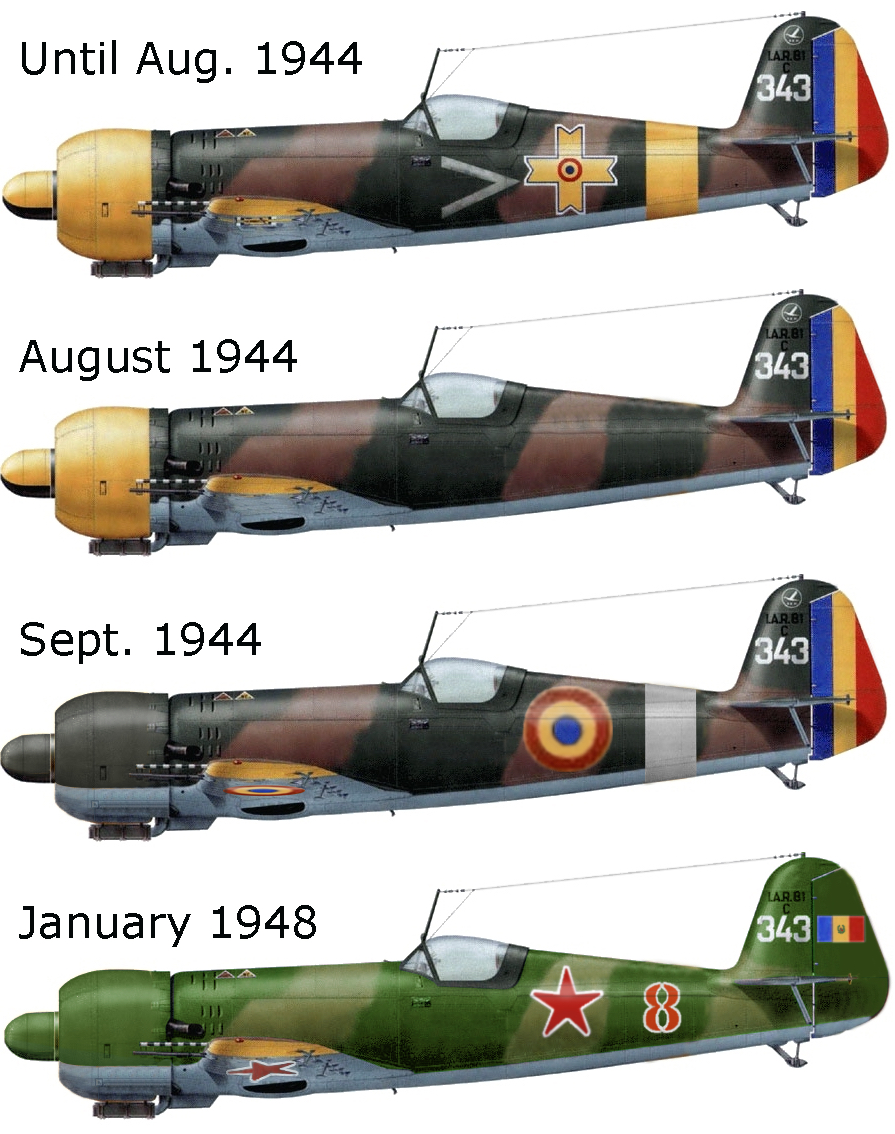
Livrées du IAR 80.

## Exemplaires survivants

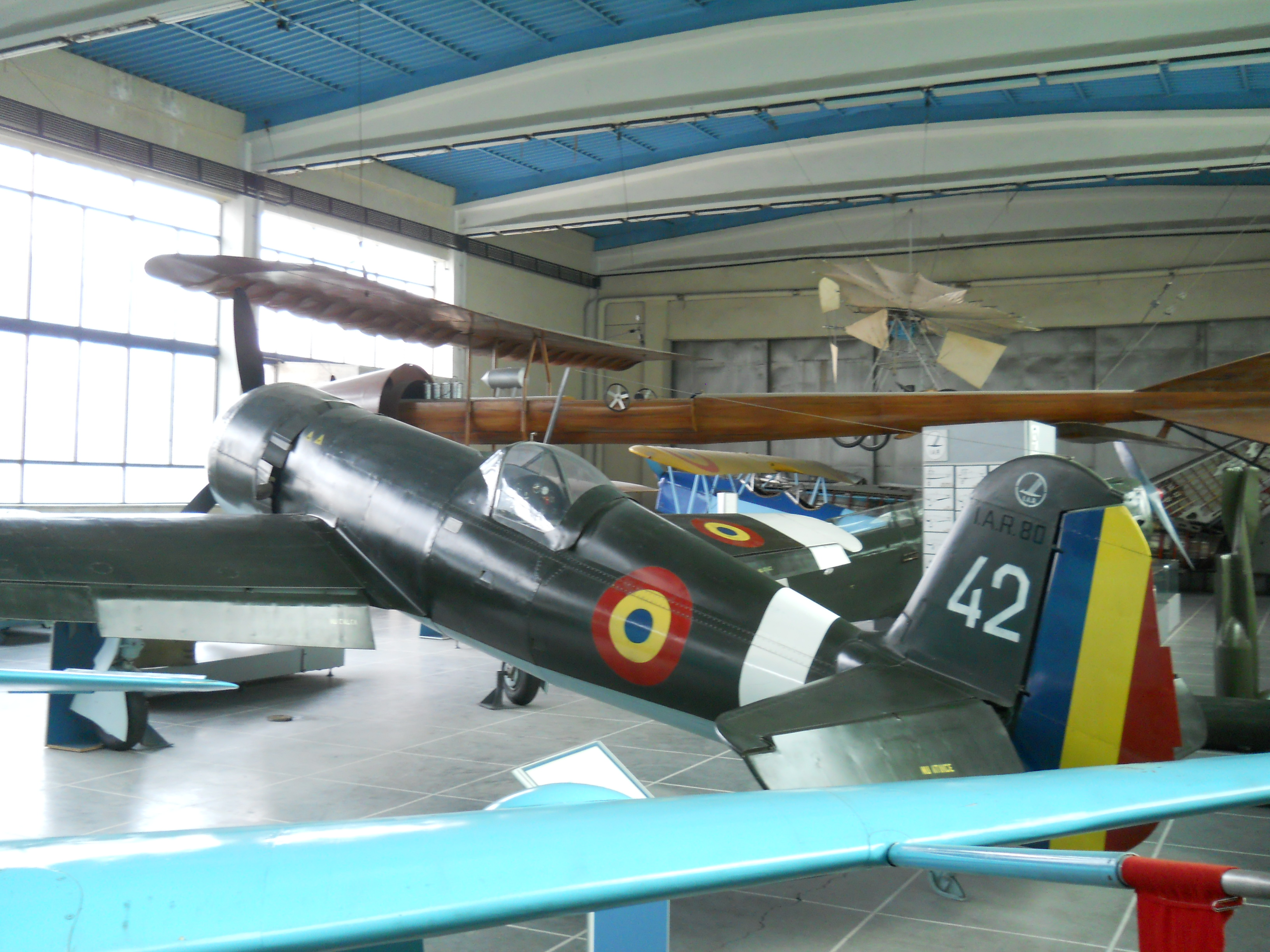
Réplique du IAR 80 au musée militaire national à Bucarest.

Quelques années après que la Roumanie fut devenue communiste, et alors que l'URSS commençait à retirer progressivement ses troupes de Roumanie, tous les IAR 80 restants furent recyclés et remplacés par du matériel soviétique. Aucun exemplaire original complet ne survécut après 1955. La réplique d'un IAR 80 fut construite après la révolution roumaine de 1989 et vola aux meetings aériens de l'aéroport « Mihail Kogălniceanu », près de Constanza. On peut voir un autre IAR 80 au musée militaire national à Bucarest : c'est une réplique faite à partir des pièces d'un IAR 80-DC d'entrainement biplace.

### Aéronefs comparables
- Bloch MB.152
- Curtiss P-36
- Curtiss-Wright CW-21
- Fiat G.50 Freccia
- Focke-Wulf Fw 190
- Hawker Hurricane
- Macchi MC.200
- Messerschmitt Bf 109
- Mitsubishi A6M Zero
- Nakajima Ki-43 Hayabusa
- Reggiane Re.2000
- Rogožarski IK-3
- Yakovlev Yak-1